# Тургеневский переулок (Санкт-Петербург)
Турге́невский переулок — переулок в Кировском районе Санкт-Петербурга. Проходит от Майкова до Лермонтовского переулка.

## История
Название известно с 1900 года в форме Тургеневский проспект (от Лермонтовского переулка до Михайловского переулка, включая современный Урюпин переулок), дано в честь русского писателя И. С. Тургенева, в ряду близлежащих проездов, наименованных в честь русских писателей и поэтов.
С начала 1920-х годов — Тургеневский переулок. 6 октября 1923 года переименован в Урюпин переулок, в честь В. Урюпина, рабочего Путиловской верфи, участника Февральской революции 1917 года. В 1957 году выделен из Урюпина переулка в современных границах.